# Dodecadenia
Dodecadenia é um género botânico pertencente à família Lauraceae.